# Telchinia kakana
Telchinia kakana is een vlinder uit de familie van de Nymphalidae. De wetenschappelijke naam van de soort is voor het eerst voorgesteld door Harry Eltringham in een publicatie uit 1911.
De soort komt voor in Zuidwest-Ethiopië.